# Tundla Rly. Colony
Tundla Rly. Colony là một thị trấn thống kê (census town) của quận Firozabad thuộc bang Uttar Pradesh, Ấn Độ.

## Nhân khẩu
Theo điều tra dân số năm 2001 của Ấn Độ, Tundla Rly. Colony có dân số 11.983 người. Phái nam chiếm 54% tổng số dân và phái nữ chiếm 46%. Tundla Rly. Colony có tỷ lệ 78% biết đọc biết viết, cao hơn tỷ lệ trung bình toàn quốc là 59,5%: tỷ lệ cho phái nam là 86%, và tỷ lệ cho phái nữ là 69%. Tại Tundla Rly. Colony, 10% dân số nhỏ hơn 6 tuổi.